# Перес, Хуан Баутиста
Хуан Баутиста Перес (исп. Juan Bautista Pérez; 20 декабря 1869, Каракас — 7 мая 1952, Каракас) — венесуэльский адвокат, судья и политик, который занимал пост президента Венесуэлы в период 1929—1931 годов, что делает его 30-м президентом Венесуэлы, отбывающим 52 период правления этой страны.

## Период правления
За время его правления было предпринято несколько попыток государственного переворота, которые закончились безрезультатно. В 1929 году, когда Баутиста Перес только начал правление, инвестиции США в нефтяную промышленность страны составили 226 млн долларов. Однако, начавшийся в 1929 году мировой экономический кризис резко сократил добычу нефти, вызвав безработицу и выступления против диктатуры Х. Гомеса, в которых активно участвовали представители либеральной буржуазии, интеллигенции и студенчества. Последствия не заставили себя долго ждать — ВВП очень сильно понизился, учитывая, что он и так был не очень высоким. В 1930 году началось радиовещание в Венесуэлу, а 5 марта 1931 года, с участием лидера Оскара Фигера, была создана Коммунистическая партия Венесуэлы, но вошла в силу она только в 1935 году, когда Хуан Баутиста Перес уже не считался президентом Венесуэлы.
В июне 1931 года Конгресс Республики возложил на него ответственность за ухудшавшуюся экономическую ситуацию, а также за проникновение коммунистической идеологии в страну. Под этим давлением он вынужден был уйти в отставку 13 июня. Президентом вновь стал Хуан Висенте Гомес.
```
После президентства Х. Б. Перес был 
послом
 в 
Испании
 до 1933 года.
```